# نینا گلد
نینا گلد (انگلیسی: Nina Gold؛ زادهٔ ۱ ژانویهٔ ۱۹۶۷) کارگردان اهل بریتانیا است. وی همچنین برندهٔ جوایزی همچون جوایز امی ساعات پربیننده شده‌است.